# Ernst-Günter Afting
Ernst-Günter Afting (* 9. August 1942 in Osnabrück) ist ein deutscher Mediziner und Chemiker.

## Leben
Afting wurde als Sohn des promovierten Diplom-Landwirts August Afting und dessen Ehefrau Dorothea Afting, geborene Wellmann, geboren. Er studierte an den Universitäten in Münster und Freiburg Chemie und Medizin. 1968 heiratete er. Dem Diplom in Chemie (1969) und dem Staatsexamen in Medizin (1974) folgten in beiden Fächern 1972 und 1978 Promotionen (zum Dr. rer. nat. und Dr. med.) 1978 habilitierte er sich an der Universität Freiburg mit einer Schrift über die Biochemie der postpartalen Myometriumsinvolution.
Im Jahr 1980 folgte er einem Ruf an das Institut für Biochemie der Universität Göttingen, wo er als Professor und Abteilungsvorstand wirkte. Nach fünf Jahren wechselte er in die Wirtschaft und wurde Forschungsleiter des Marburger Pharmaherstellers Behringwerke. Von 1986 an gehörte er auch dem Unternehmensvorstand an. 1988 wechselte er zur Hoechst AG, dem Gesellschafter der Behringwerke, und leitete dort die weltweite Forschungsabteilung des Unternehmens. 1991 übernahm er den Geschäftsbereich Pharma und wurde 1993 Vorstandsvorsitzender der Firma Roussel-Uclaf in Paris, einer Tochter der Hoechst AG.
1995 ging er nach München und übernahm im GSF – Forschungszentrum für Umwelt und Gesundheit die wissenschaftlich-technische Geschäftsleitung. Hier sorgte er bis zu seiner Pensionierung am 31. Oktober 2005 nachhaltig für die Umstrukturierung der Einrichtung von der Strahlenforschung zum größeren Themenfeld Umwelt und Gesundheit. 
Afting gehörte 1997 dem vom deutschen Bundeskanzler Helmut Kohl eingesetzten Rat für Forschung, Technologie und Innovation an.

## Auszeichnungen
- 1972: Forschungspreis der Medizinischen Fakultät der Universität Freiburg
- 2004: Bundesverdienstkreuz (I. Klasse)
- 2007: Bayerischer Verdienstorden

## Schriften (Auswahl)
- Regulation der Phosphofruktokinase aus Hefe (Saccharomyces cerevisiae) durch ATP-Desensitierung. Dissertation. Universität Freiburg im Breisgau, 1972.
- Reinigung und Charakterisierung einer sauren Proteinase aus dem Myometrium des Schweines. Dissertation. Universität Freiburg im Breisgau, 1978.
- Biochemie der postpartalen Myometriumsinvolution: ein Beitrag zum Verständnis der Proteolyse in höheren Organisationen. Habilitationsschrift. Universität Freiburg im Breisgau, 1978.